# Universidad Peruana Unión

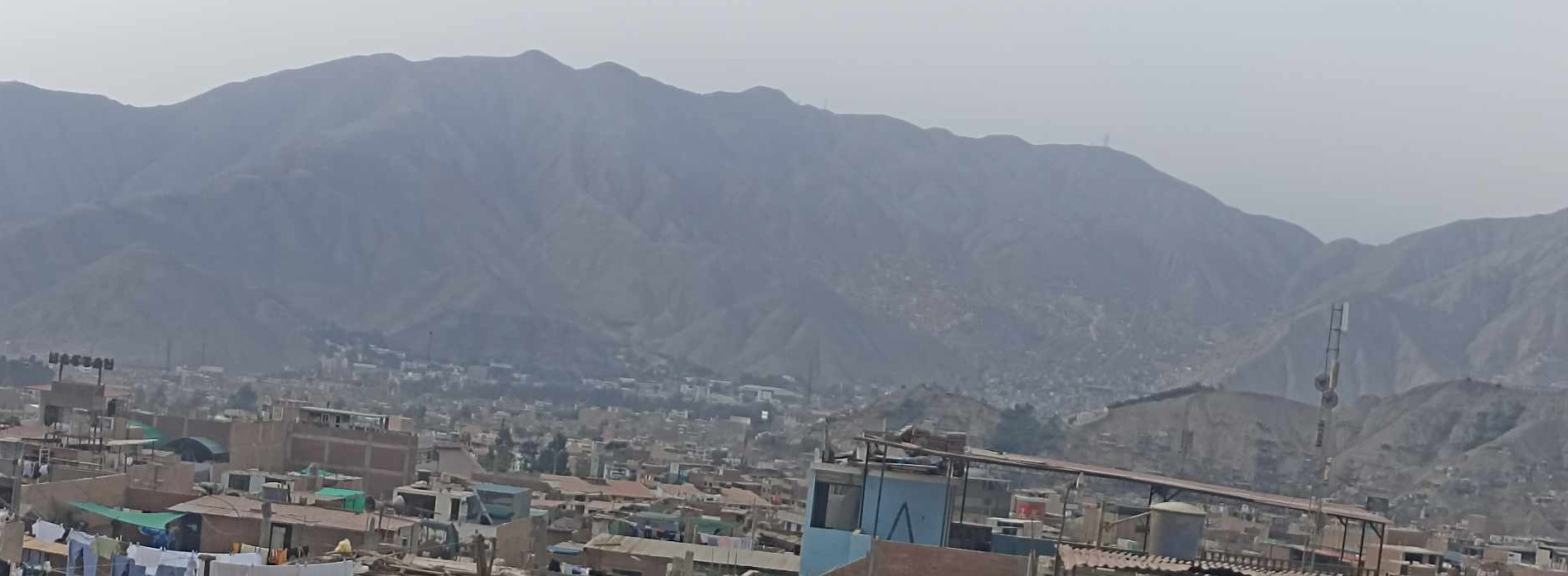
Universidad Peruana Unión y La Era-Ñaña, vista desde Huaycán

La Universidad Peruana Unión (siglas: UPeU) es una universidad privada de la Iglesia Adventista del Séptimo Día ubicada en la ciudad de Lima, Perú. Iniciada en 1919 como un proyecto educativo que llegó a conocerse más adelante como Colegio Unión, fue fundada como universidad el 30 de diciembre de 1983 bajo el nombre de Universidad Unión Incaica. En 1995, cambió su denominación a Universidad Peruana Unión. Actualmente, la sede en Lima cuenta con cinco facultades divididas en 18 carreras profesionales. Además, desde 2002 funciona una filial en Juliaca, Puno y desde 2005, otra en Tarapoto, San Martín.
La universidad posee la marca Unión, dedicada al sector de la alimentación.

## Historia
Se originó como un proyecto educativo de la Iglesia Adventista del Séptimo Día, que se remonta a 1919, cuando se fundó un instituto industrial en el distrito de Miraflores, en Lima. En 1946, el instituto se trasladó a la localidad de Ñaña, en el Distrito de Lurigancho-Chosica (al este de la provincia de Lima), cambiando su nombre por el de Colegio Particular Unión. En 1969 se transformó en Centro de Educación Superior Unión (CESU).
Por ley 23.758 del 30 de diciembre de 1983, dada bajo el segundo gobierno de Fernando Belaúnde, se transformó en universidad, con el nombre de Universidad Unión Incaica. Por ley 26.542, dada bajo el gobierno de Alberto Fujimori, cambió su nombre por el de Universidad Peruana Unión.
El presidente de la comisión organizadora de la Universidad fue el doctor Rubén Castillo. Sus primeros rectores fueron: Máximo Vicuña Arrieta, Walter Manrique Pacheco y Merling Alomía Bartra.

## Facultades y escuelas
Las siguientes escuelas académico-profesionales corresponden al campus Lima.
| Facultad                                 | Escuelas                                  |
| ---------------------------------------- | ----------------------------------------- |
| Facultad de Ciencias Humanas y Educación | Ciencias de la Comunicación               |
| Facultad de Ciencias Humanas y Educación | Educación Inicial y Puericultura          |
| Facultad de Ciencias Humanas y Educación | Educación matemática e informática        |
| Facultad de Ciencias Humanas y Educación | Educación musical y artes                 |
| Facultad de Ciencias Humanas y Educación | Educación primaria                        |
| Facultad de Ciencias Humanas y Educación | Educación lingüística e inglés            |
| Facultad de Ciencias Humanas y Educación | Educación Física                          |
| Facultad de Ciencias Empresariales       | Administración y Negocios Internacionales |
| Facultad de Ciencias Empresariales       | Contabilidad                              |
| Facultad de Ingeniería y Arquitectura    | Arquitectura                              |
| Facultad de Ingeniería y Arquitectura    | Ingeniería Ambiental                      |
| Facultad de Ingeniería y Arquitectura    | Ingeniería de Industrias Alimentarias     |
| Facultad de Ingeniería y Arquitectura    | Ingeniería de Sistemas                    |
| Facultad de Ingeniería y Arquitectura    | Ingeniería Civil                          |
| Facultad de Ciencias de la Salud         | Enfermería                                |
| Facultad de Ciencias de la Salud         | Nutrición Humana                          |
| Facultad de Ciencias de la Salud         | Psicología                                |
| Facultad de Ciencias de la Salud         | Medicina                                  |
| Facultad de Teología                     | Teología                                  |

## Infraestructura

### Campus en Lima
El principal campus de la Universidad Peruana Unión se encuentra en Ñaña, Distrito de Lurigancho-Chosica, Lima. Cuenta con varios edificios con fines académicos y administrativos, con laboratorios de ciencia y de cómputo, con un bazar, con una biblioteca, auditorios, piscina, lavandería, comedor y residencias universitarias, entre otros servicios.

### Campus en Juliaca
Funcionando oficialmente desde 2002, el campus se encuentra en Chullunquiani, Juliaca, Puno y ofrece trece carreras: Educación inicial y puericultura, Educación lingüística e inglés, Educación primaria, Administración y negocios internacionales, Asistencia gerencial, Ingeniería de alimentos, Ingeniería civil, Ingeniería de sistemas, Ingeniería ambiental, Arquitectura, Enfermería, Nutrición Humana y Psicología.

### Campus en Tarapoto
La filial de Morales, Tarapoto, San Martín, funciona desde 2005 y ofrece siete carreras profesionales: Contabilidad y finanzas, Marketing y negocios internacionales, Asistencia gerencial, Administración, Arquitectura, Ingeniería de sistemas, Ingeniería ambiental y Psicología.

## Rankings académicos
En los últimos años se ha generalizado el uso de rankings universitarios internacionales para evaluar el desempeño de las universidades a nivel nacional y mundial; siendo estos rankings clasificaciones académicas que ubican a las instituciones de acuerdo a una metodología científica de tipo bibliométrica que incluye criterios objetivos medibles y reproducibles, tomando en cuenta por ejemplo: la reputación académica, la reputación de empleabilidad para los egresantes, la citas de investigación a sus repositorios y su impacto en la web. Del total de 92 universidades licenciadas en el Perú, la Universidad Peruana Unión se ha ubicado regularmente dentro del tercio superior a nivel nacional en determinados rankings universitarios internacionales.